# Mak Dizdar

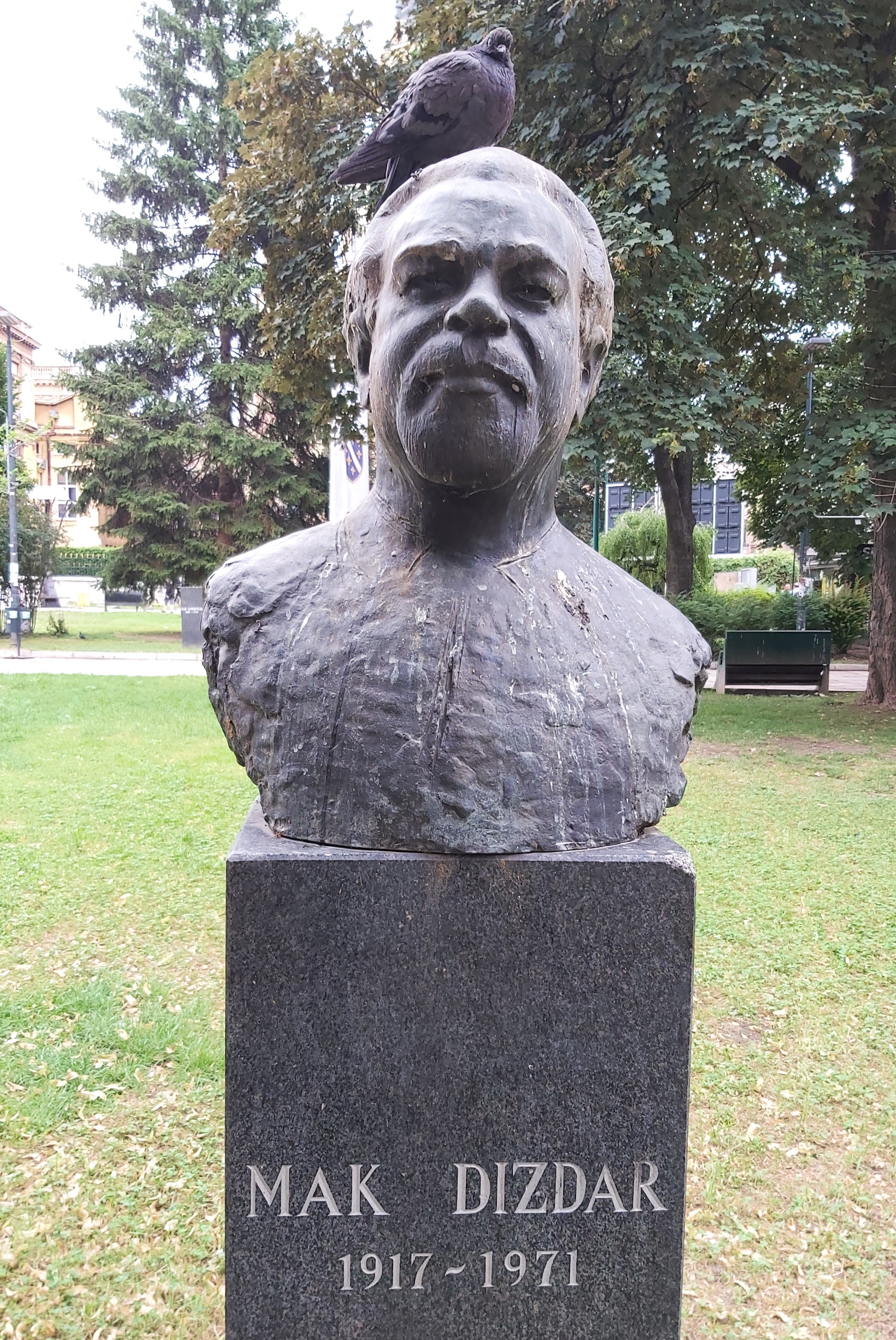
Popiersie w Sarajewie

Mak Dizdar, właśc. Mehmedalija Dizdar (ur. 17 października 1917 w Stolacu, zm. 14 lipca 1971 w Sarajewie) – jugosłowiański poeta, pochodzenia bośniackiego, brat pisarza Hamida Dizdara.

## Życiorys
Był drugim z trójki dzieci Muharema i Neziry z d. Babović. W 1936 przeniósł się wraz z rodziną ze Stolaca do Sarajewa, gdzie ukończył szkołę średnią. W czasie II wojny światowej związał się z kierowanym przez komunistów ruchem oporu. Obawiając się aresztowania przez władze NDH często zmieniał miejsce pobytu. W tym czasie zaczął posługiwać się pseudonimem Mak. Matka i siostra Dizdara zostały zamordowane w obozie Jasenovac.
Po zakończeniu wojny pełnił funkcję redaktora naczelnego pisma „Oslobođenje”. Pod koniec życia pełnił funkcję przewodniczącego Stowarzyszenia Pisarzy Bośni i Hercegowiny.

## Życie prywatne
Był żonaty, miał syna Envera (1944–2012) – dziennikarza i publicystę.

## Twórczość
Pierwsze utwory publikował w czasopiśmie Gajret, założonym przez Safeta bega Bašagicia, w którym pracował jego brat Hamid. Na przełomie lat 60. i 70. opublikował dwa najbardziej znane tomiki poezji: Kameni spavač (Kamienny Śniarz) i Modra rijeka (Modra rzeka). W swojej poezji Dizdar nawiązywał do islamskich mistyków z Bośni, a także do pre-osmańskiej kultury chrześcijańskiej. Poeta przeciwstawiał się rosnącym wpływom języka serbskiego na dialekt bośniacki. Dał temu wyraz w artykule Marginalije o jeziku i oko njega, opublikowanym w 1970. W 1969 został laureatem Złotego Wieńca, przyznawanego na Strużańskich wieczorach poezji. W 1966 otrzymał za swoją twórczość nagrodę Jovana Jovanovicia Zmaja.
Utwory Dizdara w polskim przekładzie Aliji Dukanovicia i Bożeny Nowak publikowano w latach 1972–1975 w czasopismach Poezja i Literatura na Świecie.

### Dzieła opublikowane
- 1936: Vidovopoljska noć
- 1954: Plivačica (poemat)
- 1958: Povratak (poemat)
- 1960: Okrutnosti kruga (poezja)
- 1961: Panorama savremene bosanskohercegovacke proze
- 1963: Koljena za madonu (poezja)
- 1965: Minijature (poezja)
- 1966: Ostrva (poezja)
- 1966: Kameni spavač
- 1968: Poezija
- 1971: Modra rijeka
- 1969: Stari bosanski tekstovi
- 1972: Pjesme
- 1981: Izabrana djela (wol.1-3)

## Pamięć
Portret Maka Dizdara znajduje się na bośniackim banknocie 10 marek.